# 越川弘英
越川 弘英（こしかわ ひろひで、1958年10月16日 - ）は、日本の神学者、同志社大学教授。
東京都生まれ。1982年、同志社大学神学部卒。1987年、同大学院博士後期課程中退。1986年、シカゴ神学セミナリー修了。同志社大学キリスト教文化センター教授。

## 著書
- 『今、礼拝を考える ドラマ・リタジー・共同体』キリスト新聞社　2004
- 『キリストの生まれるところ アドヴェントとクリスマスのメッセージ』キリスト新聞社　2004
- 『十字架への道、復活からの道 レントとイースターのメッセージ』キリスト新聞社　2005
- 『聖霊降臨と神の民 ペンテコステと行事暦のメッセージ』キリスト新聞社　2005
- 『礼拝探訪 神の民のわざ』キリスト新聞社　2009　ISBN 4873955564

## 共編著など
- 『キリスト教礼拝・礼拝学事典』今橋朗、竹内謙太郎共監修　日本キリスト教団出版局　2006
- 『聖霊の降臨 使徒の働き・初期教会の歩み』編　キリスト新聞社　2006　教会暦による説教集
- 『牧会ってなんだ? 現場からの提言』編著 今橋朗、禿準一、古賀博、平野克己、増田琴著　キリスト新聞社　2008　現代の教会を考えるブックレット
- 『わたしたちの祈り50』編　日本キリスト教団出版局　2008
- 『イエスと共に歩む生活 はじめの一歩Q&A 30』井ノ川勝、小友聡、小林よう子、辻中明子共著　日本キリスト教団出版局　2010
- 『教会音楽ガイド』塚本潤一、水野隆一共編　日本キリスト教団出版局　2010
- 『宣教ってなんだ? 現代の課題と展望』編著 石田学、松田和憲、鈴木脩平、濱野道雄著　キリスト新聞社　2012　現代の教会を考えるブックレット

## 翻訳
- E.H.ピーターソン『牧会者の神学 祈り・聖書理解・霊的導き』日本基督教団出版局　1997
- ウィリアム・ウィリモン『礼拝論入門 説教と司式への実践的助言』岩見育子共訳　新教出版社　1998
- ウィリアム・ウィリモン『言葉と水とワインとパン キリスト教礼拝史入門』新教出版社　1999
- J.F.ホワイト『キリスト教の礼拝』日本基督教団出版局　2000
- T.H.トロウガー『豊かな説教へ想像力の働き』日本基督教団出版局　2001
- J.F.ホワイト『キリスト教礼拝の歴史』日本キリスト教団出版局　2002
- ウィリアム・ウィリモン『牧会としての礼拝 祭司職への召命』新教出版社　2002
- J.E.バークハート『礼拝とは何か』日本キリスト教団出版局　2003
- J.F.ホワイト『プロテスタント教会の礼拝 その伝統と展開』監訳 プロテスタント礼拝史研究会訳　日本キリスト教団出版局　2005
- フェルディナント・ハーン『新約聖書の礼拝 初期教会におけるその形を尋ねて』新教出版社 2007
- ウィリアム・ウィリモン『牧師 その神学と実践』坂本清音共訳　新教出版社　2007
- ポール・バスデン『現代の礼拝スタイル その多様性と選択を考える』坂下道朗共訳　キリスト新聞社　2008
- チャールズ V. ガーキン『牧会学入門』日本キリスト教団出版局　2012